# RDRAM

RDRAM (інші назви — RIMM, Rambus) — синхронна динамічна пам'ять з випадковим доступом, що була розроблена у 1996-у році. Фактично це стандарт DRAM, але з особливою архітектурою, яка мала значно кращі показники завантаження та швидкості. Завдяки здирницькій політиці ліцензування компанії-розробника, та тому фактові, що модулі обов'язково ставилися парами ще й з термінаторами (CRIMM), мала досить велику ціну.
На ринок надійшла у листопаді 1999-го року у складі материнських плат на чипсеті i820. Спочатку планувалось використовувати три лінійки пам'яті, але це викликало нестабільність у роботі чипсету (якщо модулі були не однаковими), тому їх кількість примусово скоротили до 2-х, що обмежувало розмір пам'яті до 256 МБ. Також не підтримувались CPU з частотою нижче 100 Мгц (Celeron).
Зворотною стороною конструкції були більший розмір кристалу, більше тепловиділення (обов'язковий радіатор), нестабільність роботи при тактовій частоті у 400 МГц, велика кількість браку. Тому для зменшення збитків (близько 100 мільйонів доларів США) виробниками випускалося три типи RDRAM:
- PC600 — 300 МГц, ширина каналу 16 біт, швидкість 1.2 ГБ/с,
- PC700 — 356 МГц, ширина каналу 16 біт, швидкість 1.4 ГБ/с,
- PC800 — 400 МГц, ширина каналу 16 біт, швидкість 1.6 ГБ/с.

Окремі партії PC600 працювали на 266 Мгц (ширина каналу 16 біт, швидкість 1.0 ГБ/с). Це було пов'язано з неможливістю використовувати CPU з частотою 133 МГц для частоти пам'яті у 300 МГц.
За кілька днів до презентації материнських плат на чипсеті i850 виявилися фатальні помилки у його роботі, що також не придало платформі поширення. Пізніше модулі використовувалась у ігрових приставках Sony Playstation 2 та Nintendo 64.
Для поліпшення ситуації у період 2000—2001 років CPU Pentium 4 продавалися разом з двома модулями RIMM. Але це майже не вплинуло на ситуацію.
Пам'ять розвивалася й далі та мала три наступних покоління (Rambus DRAM, Concurrent Rambus DRAM, Direct Rambus DRAM), що використовували спочатку подвоєння частоти (PC1066 / RIMM2100 та PC1200 / RIMM2400), а потім — подвоєний канал у 32 біта (RIMM3200, RIMM4200, RIMM4800, RIMM6400).